# De terugkeer
De terugkeer is een stripverhaal uit de reeks van De Rode Ridder. Het is geschreven en getekend door Karel Biddeloo. De eerste albumuitgave was in 1971.

## Het verhaal
Na zijn vorige avontuur is Johan op weg naar Engeland naar de burcht van Heer Kendall waar hij Merlijn zal ontmoeten. In de haven echter moeten Johan en zijn metgezel, Malivar, de strijd aangaan met Noormannen die hun overtocht willen beletten. Hierbij vindt Malivar de dood en stapt Johan zo alleen op het schip. Op zee worden ze ingehaald door de Noormannen. Bij het enteren weet Johan met een list hun drakkar te vernietigen. Ondertussen in Engeland wordt de burcht van Heer Kendall bedreigd. Merlijn stuurt Lancelot en Parcifal weg. 
De Noormannen nemen gewapenderhand de burcht in waarbij Heer Kendall geveld wordt. Merlijn en de dochter van Heer Kendall weten te schuilen in een geheime gang. Lancelot en Parcifal zijn dan bij de kust aangekomen en zien het schip aankomen waar Johan aan boord zit. De Noormannen echter weten Lancelot en Parcifal in te halen. Na een korte strijd wordt Lancelot uitgeschakeld en wordt Parcifal ontvoerd. Johan kan de ontvoering niet voorkomen en helpt zijn zwaargewonde vriend. Johan komt van een stervende Noorman te weten dat degene die achter de ontvoering zit, Apulya heet en dat zij op het eiland Crippen bevindt.
Bij de restanten van de burcht van Heer Kendall ontmoet Johan Merlijn. Merlijn weet hem te vertellen dat Apulya een dochter is van een door Arthur verbannen heks, die dus nu uit is op wraak. Apulya heeft een gepantserd zeemonster, de grote Krigton, afgericht die naar haar bevelen luistert. Merlijn ontvouwt Johan een plan en al gauw vertrekt Johan om Parcifal te bevrijden. Johan weet ongemerkt in de onderaardse grooten van het vulkanische eiland Crippen te komen. Johan weet Parcifal te bevrijden, maar moet nog Apulya's tovermacht zien te breken. Tijdens een ritueel komt Johan erachter dat Apulya de Noormannen van een drankje bedient dat hun vermoeidheid en pijn wegneemt, zodat zij nog agressiever kunnen aanvallen. Johan wordt ontmaskerd, maar weet weg te komen. Ook komen Apulya en de Noormannen erachter dat ook Parcifal ontsnapt is. Tijdens hun zoektocht weet Johan de plan van Merlijn uit te voeren, waarbij het eiland ten onder gaat. Op het strand worden ze opgewacht door Apulya en haar Noormannen. Echter Apulya weet dat haar toverkracht is gebroken doordat water, wind en vuur zich hebben kunnen verenigen. Hierdoor ontstaat paniek onder de Noormannen en weten Johan en Parcifal te ontsnappen.
Bij hun vlucht moet Johan nog afrekenen met de grote Krigton wat hem lukt. Na een barre overtocht worden ze gered en weten ze Engeland te bereiken. Ze worden opgewacht door Merlijn en Lancelot. Merlijn dicht Parcifal een grote rol toe bij de wederopbouw van Engeland.  